# Gladiador

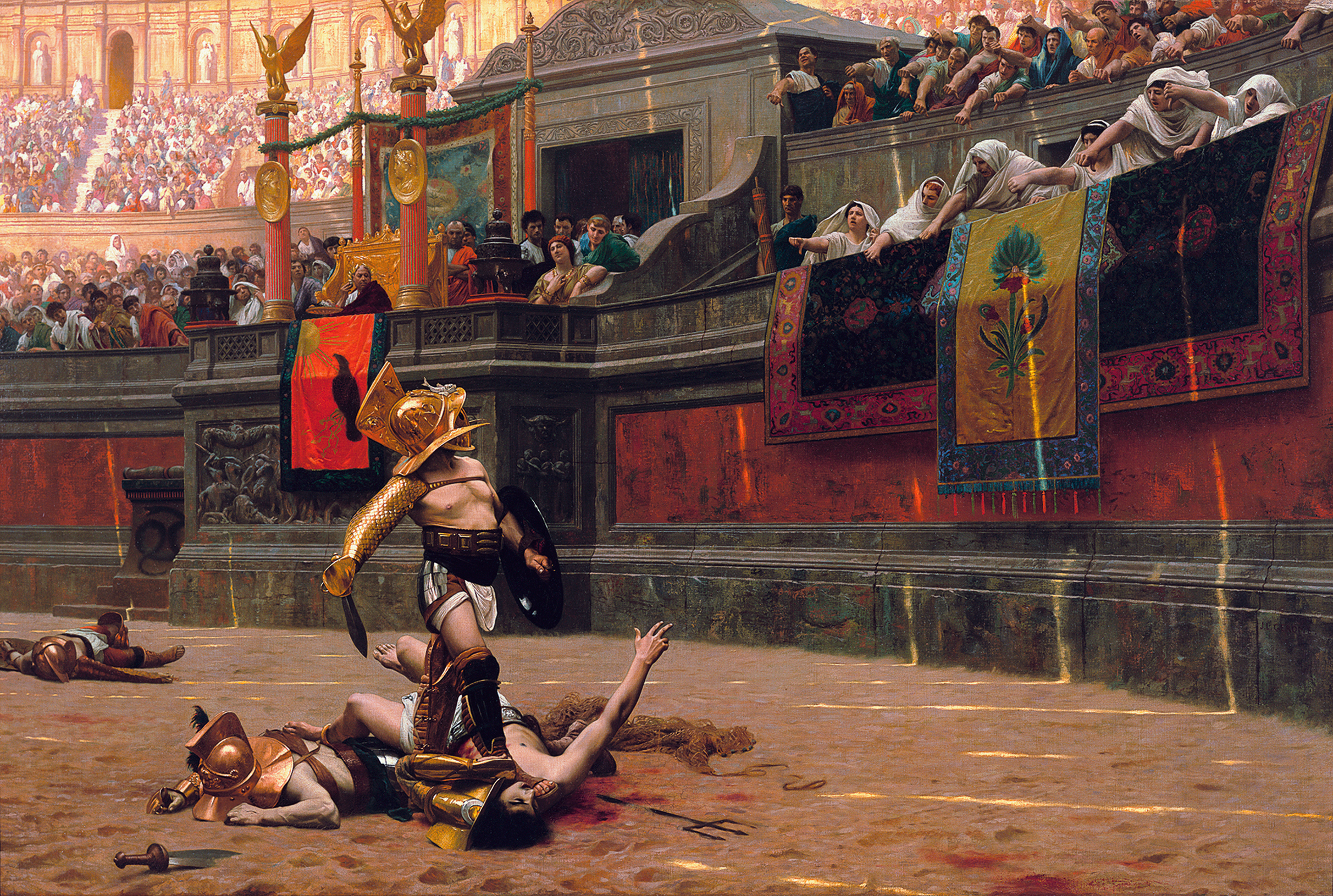
Pollice Verso de Jean-Léon Gérôme (1872). L'escena que descriu el quadre ha donat peu, erròniament, a creure que quan el públic girava el dit polze cap a baix indicava que el vençut havia d'anar a l'inframon o regne dels morts. En realitat, el gest que condemnava a la mort el vençut, es feia amb el polze cap amunt apuntant a la gola.

Un gladiador (en llatí: gladiator) era el terme emprat per referir-se als lluitadors dels jocs públics de l'antiga Roma. Aquests espectacles es van originar com a ofrenes privades en honor d'un difunt en el dia del seu funeral (munus), però van acabar sent espectacles massius que podien consistir a lluitar contra altres gladiadors, o contra un animal (venatio). La teoria més acceptada sobre l'origen d'aquest mot és que deriva de la paraula gladius, l'espasa que feien servir.

## Història

### Orígens
L'origen dels combats de gladiadors s'ha de buscar en els costums funeraris dels etruscs, als monuments dels quals apareixen representats i, remuntant-se una mica més, és probable que es trobi alguna relació amb el costum, practicat per alguns pobles primitius, d'immolar els presoners a la tomba de l'heroi mort a la guerra.
Segons deia Nicolau Damascè, constituïen una part dels jocs funeraris dels etruscs i sembla que es referien al culte de Saturn, probablement en un principi celebrats durant les saturnals. No obstant això, els historiadors antics no es posaven d'acord quan es tractava de determinar el seu origen. Posidoni afirmava que eren d'origen celta i Hermip que aquesta pràctica provenia de Mantinea, per tant eren d'origen grec.
L'historiador Titus Livi va fer constar d'haver-se fet servir aquests combats a la península Itàlica l'any 310 aC quan els campanis van celebrar la seva victòria sobre els samnites.Com que no sempre hi havia presoners per combatre mentre el cadàver era cremat a la pira, moment en què es produïa el duel gladiatori, en què la sang que es vessava era com un holocaust en ofrena al difunt, no mancaven homes temeraris que s'oferien lliurement a combatre. Aquests foren els primers gladiadors. També va ser a Campània on es va crear l'escola de gladiadors més antiga. A Pèstum, la ciutat principal dels campanis, s'han trobat pintures al fresc (segle iv aC) que representen gladiadors lluitant en parelles en un ritu funerari. Comparades amb les etrusques, aquestes pintures són més antigues, i es creu que els campanis van introduir aquesta tradició importada per colons grecs que s'hi van instal·lar en aquelles terres al segle viii aC.
A la fi de la guerra de Roma contra els samnites els romans van voler celebrar la seva victòria en obligar els vençuts a lluitar per parelles entre ells. En tornar a Roma van fer una exhibició triomfal de les armes i elements de protecció que havien confiscat als samnites i que van passar a ser la vestimenta dels espectacles de gladiadors.
A Roma es van introduir aquests espectacles anys més tard, cap al segle iii aC. Pèstum no fou conquerida pels romans fins al 273 aC. Livi data els primers jocs romans amb gladiadors el 264 aC, en la primera etapa de la guerra púnica, quan els germans Marc i Dècim Juni Pera van pagar un munus gladiatorium al fòrum Boari amb motiu dels funerals del seu pare. L'espectacle va consistir en tres parelles de gladiadors de tipus traci.

### Evolució
Com va succeir amb molts d'altres costums de l'antiguitat, els combats de gladiadors, que havien començat per ser un ritu de significació religiosa, per honorar els déus i els difunts, van acabar essent un espectacle sanguinari que va arribar a generar una passió desenfrenada i el seu únic honor estava a lluitar bé o, si més no, en morir de forma digna.

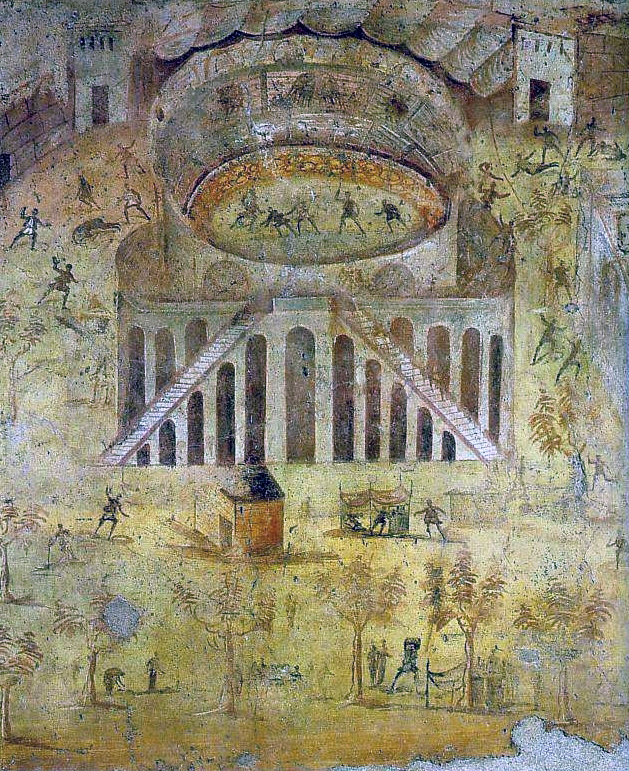
Pintura representant l'amfiteatre de Pompeia i una baralla entre uns aficionats de Nucèria i els de Pompeia.

El 216 aC, Marc Emili Lèpid, que havia estat cònsol i àugur, fou honorat pels seus fills amb tres dies de munera gladiatora al fòrum usant vint-i-dos parells de gladiadors. Deu anys més tard, Escipió Africà va oferir un munus a la península Ibèrica en memòria al seu pare i al seu oncle morts en les guerres púniques. Per fer de gladiadors diversos homes es van oferir com a voluntaris. El context de les guerres púniques i la vergonyosa derrota romana a la batalla de Cannes (216 aC) van relacionar aquests jocs amb l'expiació de desastres militars; es tractava d'uns munera que servien per aixecar la moral dels romans i a no donar-se per vençuts en una època de dures derrotes i contrincants difícils que s'oposaven a l'expansionisme de Roma. El següent munus de què es té notícia encara fou més extravagant. Va ser amb motiu del funeral de Publi Licini el 183 aC i va consistir en tres dies de jocs amb 120 gladiadors i repartiment de carn entre els assistents (visceratio), una pràctica que evocava el banquet de la victòria sobre els samnites descrit per Titus Livi i deplorat per Sili Itàlic.
Durant la pax romana, com que hi havia poca activitat militar, els combatents van passar a ser esclaus o criminals condemnats a mort, llevat d'uns pocs casos de voluntaris (auctorati). Mentre que cap dels participants al munus d'Escipió va cobrar per fer-ho, cap a la darreria de la república s'entenia per «gladiator» un lluitador entrenat, contractat a través d'un empresari, ja que més de la meitat eren d'aquesta procedència.El finançament de combats de gladiadors es va fer servir també, com a reclam de popularitat sobretot en època electoral.
El lloc per fer-ho també va evolucionar amb el pas dels anys. Van començar a celebrar-se en llocs públics però improvisats (el mercat del bestiar o Fòrum Boari, el fòrum central o Fòrum Romà), però aplegaven tants aficionats i despertaven tanta passió entre el públic que van acabar celebrant-se en un lloc específic, els amfiteatres.

## Les escoles de gladiadors
Al començament els sistemes pensats per combatre eren molts i hi havia una diversitat d'armes per cada combatent, però amb el temps es van fixar normes, l'ensenyament de les quals era encarregat als lanistes o gladiadors vells. A càrrec d'aquests, hi havia els gladiadors fiscals, o dependents del fisc, car era l'Estat el que els mantenia sota un règim especial. D'altres lanistes reclutaven i mantenien nois per combatre a l'arena, que després llogaven per als funerals, menjars i d'altres solemnitats. No van mancar tampoc particulars opulents que tenien gladiadors i els cèsars, que posseïen els millors.
Els autors antics, especialment Suetoni, donen molts detalls dels combats de gladiadors i de la intervenció que dins aquestes festes varen prendre algunes vegades els emperadors. Per exemple, Neró va fer lluitar un dia a l'amfiteatre a quatre-cents senadors i dos-cents cavallers. Trajà, de tornada de la seva expedició al Danubi, va aconseguir que durant els 123 dies de les festes que s'organitzaren combatessin deu mil gladiadors.

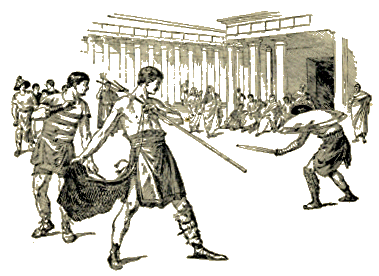
A les escoles de gladiadors els veterans ensenyaven tècniques de lluita.

Els gladiadors educats a les escoles pels lanistes es llogaven o venien, per tant els lanistes eren al mateix temps mestres i empresaris. Aquestes escoles, que la gent rica mantenia als últims anys de la República, eren repartides per diferents punts del territori romà. L'Imperi en va fundar moltes d'altres: Domicià en va establir quatre a Roma, anomenades ludus: Gallicus, Dacicus, Magnus i Matutinus. A Praeneste, Ravenna i Alexandria, a causa de la bonança del seu clima, es van establir aquesta classe d'institucions imperials i l'escola d'esgrima de Càpua va mantenir molt de temps la seva antiga reputació.
Com que la revolta d'Espàrtac s'havia originat en una escola de gladiadors, la de Lèntul Batiat, això va fer que en endavant es restringissin les condicions per tenir-ne una. En època de Domicià, per a més seguretat, la majoria van ser absorbides per l'Estat, incloses les de Pèrgam, Alexandria, Praeneste i Capua.
Durant l'imperi, els voluntaris requerien el permís d'un magistrat per assistir a una escola. Si li era concedit, el metge de l'escola havia de donar el vistiplau al seu ingrés. El contracte (auctoramentum) estipulava amb quina freqüència haurien de lluitar en públic, l'estil de lluita i la remuneració. Un condemnat per deutes podia ser acceptat com a aprenent (novicius) i negociar amb un lanista el pagament complet o parcial dels deutes. Per evitar la temptació que els lluitadors experts acabessin fugint, l'emperador Marc Aureli va fixar un límit de 12.000 sestercis.
Tots els gladiadors, ja fossin voluntaris o condemnats, havien de fer un jurament sagrat (sacramentum). Els aprenents entrenaven i podien ascendir dins d'una jerarquia que anomenaven (palus), en la qual el primus palus era el més valorat de l'escola. Les armes mortals estaven prohibides en els entrenaments, el que feien servir eren imitacions de fusta bastant pesenques. L'entrenament incloïa una preparació mental per acceptar la mort a l'estil estoic. La capacitació requeria un compromís intens tant en la preparació física com en la mental.
Els gladiadors generalment habitaven en unes cel·les, construïdes dins les escoles, a l'estil dels barracons militars al voltant d'un espai central dedicat a les pràctiques, l'arena. Juvenal descriu que hi havia una segregació entre els gladiadors segons el tipus i l'estatus aconseguit, una jerarquia que tothom havia de respectar o seria castigat severament. Les restes d'una escola de gladiadors a Pompeia ha revelat l'existència d'espais diferenciats: els lluitadors més valorats estaven en un edifici compartit per uns 15 o 20, els seus substituts en un altre on n'hi havia fins a 100 i hi havia altres espais per a càstigs.

## Armament
S'han descobert molts exemplars, principalment a Pompeia i, d'altra banda els monuments figurats referents als gladiadors són abundants i rics en detalls. Els principals elements de l'armament eren:
- Casc. Eras la peça més característica entre l'equipament defensiu del gladiador, la seva forma recorda el que feien servir als últims temps de l'edat mitjana. Duia una visera amb forats que cobrien completament el rostre permetent veure i respirar. Els diferents models de cascos s'explica per la varietat de combats, però també pel desig dels lanistes d'equipar als seus homes amb la major riquesa possible de forma que produïssin un efecte teatral.
- Escut. Podia ésser quadrat, ovalat o circular, més lleuger i elegant que l'escut militar.
- Braçalets. Protegien la mà i el braç que no estava protegit per l'escut. Podien ésser de bronze o simplement amb forma de corretges entrelligades. Les cames eren defensades per òcrees o gamberes.
- Llances
- Gladius, una espasa, que de vegades podien substituir per un estoc punxegut.
- Punyal, recte o encorbat.

Els gladiadors portaven el pit descobert i la part inferior del cos amb un vestit curt, un tros de roba que fixaven amb un cinturó, baixava per davant fins als genolls i anava recollida als malucs per no molestar al moviment de les cuixes.

## Tipus de gladiadors
Hi havia diversos tipus i categories de gladiadors que es diferenciaven pel seu armament i la seva manera de combatre. Els més populars eren els següents:

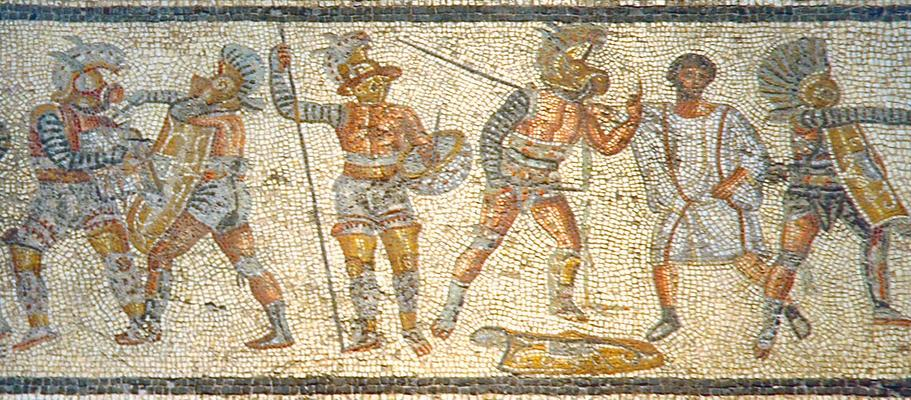
Fragment del mosaic Zliten trobat a Leptis Magna (Líbia), del. Es pot veure un thraex lluitant contra un murmillo, al costat un hoplomachus assenyalant a l'arbitre el murmillo que acaba de vèncer, i una tercera parella de gladiadors.

- Els samnites, que es distingien pel seu escut oblong. Els primers van ser els guerrers capturats i després exhibits per Papiri Cursor el 319 aC.[34] No tots els anomenats gladiadors samnites procedien d'aquell territori, alguns es deien així perquè imitaven el seu estil i equipament que consistia, a més de l'esmentat escut, en un casc amb visera, cresta i cimera de plomes, una òcrea a la cama esquerra, una espècie de braçal de cuir o metall que cobria part de l'espatlla al braç dret i una espasa curta una mica corba.
- Els secutors, que anaven armats amb casc, escut i espasa.
- Els retiaris. El seu nom deriva de la retia o xarxa que feien servir per immobilitzar el contrincant. A més feien servir un trident (fuscina) i un punyal. Vestien túniques curtes o faldilles amb cinturons, portaven el braç esquerre cobert amb una màniga i anaven amb el cap descobert. Generalment combatien amb els secutors o contra els mirmil·lions.
- Els mirmil·lions també anaven armats, combatien de la mateixa forma que els secutors i eren d'origen gal.
- Els laquearii eren uns gladiadors que van aparèixer als últims temps de l'imperi i que anaven escassament armats.
- Els homoplachi portaven armadura completa, formada per: un casc amb visera tancada i els braços embolicats en corretges. Per arma ofensiva tenien el spiculum i per arma defensiva la parma.
- Els essedarii combatien sobre carros i volien imitar als guerrers bretons, aquest sistema de combatre va ser introduït a Roma per Cèsar.
- Els andabatae eren aquells forçats a combatre i portaven un casc sense forats a la visera.
- Els dimanchaeri lluitaven amb dues espases, aquesta mena de combat no fou coneguda fins a la darreria de l'imperi; en alguna ocasió lluitaven a cavall.
- Els Thraex eren gladiadors de Tràcia que feien servir escuts més petits anomenats parmularii.
- Els Meriadiani, dits així perquè combatien al migdia.
- Els Provocatores, lluitaven acompanyant als samnites.
- Els Postulatici, eren els qui havien adquirit fama i lluitaven a petició del públic.
- Els Ordinarii fou el nom donat a l'antiga Roma als gladiadors comuns, que combatien en parelles de la manera usual. Les seves armes podien variar segons el tipus de gladiador de què es tractava, ja que el nom se'ls donava per la forma de combatre. Menys els catervari i de vegades els essedari, tots els altres tipus de gladiadors poden ser considerats ordinaris.

Cada tipus de gladiador tenia els seus seguidors, que formaven faccions d'aficionats entre el públic. L'emperador Trajà tenia preferència pels parmularii, a Domicià li agradaven més els secutarii. L'emperador Neró donava suport a les faccions més sorolloses del públic, però cridava la guàrdia si es posaven violents. A vegades els seguidors d'una i altra facció es trobaven després de l'espectacle per aclarir les seves disputes.

## Les dones gladiadores
A partir de l'any 60 dC algunes dones van començar a participar en els combats com a element excepcional i exòtic. L'any 66 dC Neró va promoure un espectacle en què van lluitar dones portades d'Etiòpia, homes i nens, l'excusa va ser la visita del rei Tiridates I d'Armènia, al qual volia impressionar. El públic romà estava dividit davant la idea de veure dones gladiadores; Juvenal seduïa els seus lectors descrivint una gladiadora anomenada Mevia, que havia participat en una venatio caçant un porc senglar amb una llança a la mà i els pits exposats; Petroni es burlava del mal gust d'un home de classe poble que pretenia lluir-se en el seu munus i va estalviar per encomanar un espectacle en el qual una dona lluitava des d'un carro. En un munus de l'any 89 dC, en època de Domicià, es va representar un combat entre dones gladiadores i homes nans. A Halicarnàs, en un relleu del segle ii, es pot veure dues dones combatent amb la inscripció dels seus noms: Amazon i Achillia, amb el resultat final d'empat. En una epigrafia del mateix segle trobada a Òstia es lloa l'elit local per haver estat els primers en armat una dona en els seus jocs de gladiadors.

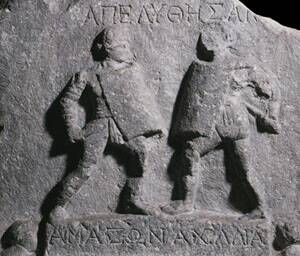
Les gladiadores d'Halicarnàs

Probablement les gladiadores estarien sotmeses a les mateixes regles i entrenament que els homes dedicats a aquest ofici. La moralitat romana requeria que tots els gladiadors havien de ser de les classes socials més baixes i els emperadors que no van respectar aquesta norma es van guanyar el menyspreu de la posteritat. Cassi Dió narra que quan el molt admirat emperador Tit va utilitzar gladiadors del gènere femení, les va triar perquè fossin acceptades, de classe baixa.
Alguns van interpretar la introducció de les dones com un símptoma de corrupció en la sensibilitat i la moral de la societat romana. Abans d'esdevenir emperador, Septimi Sever va assistir als jocs olímpics d'Antioquia, els quals havien sigut rescatat de les tradicions antigues per l'emperador Commode i en ells van haver competicions d'atletes femenines. Quan va voler fer el mateix a Roma el públic les va rebre amb crits obscens, ucades i xiulits. Probablement com a resultat, aquest emperador va prohibir l'ús de gladiadores el 200 dC.

## Combat
El dia de la festa, els gladiadors luxosament vestits es dirigien a l'amfiteatre creuant la ciutat en una processó encapçalada pels lictors que duien les fasces simbolitzant el poder dels magistrats sobre la vida i la mort. Anaven seguits per músics i després els portadors d'imatges dels déus que serien els testimonis de les lluites i finalment un escriba que prenia nota dels participants i del resultat final. Hi havia un encarregat de dur les fulles de palma amb les quals s'homenatjaria als vencedors. Un cop a l'arena efectuaven un simulacre amb armes de fusta o sense punta (arma lusoria) que era una preparació per a la lluita. Per donar el senyal de començament del combat es feia sonar un corn. Llavors, els lanistes escollien els gladiadors que havien d'actuar i delimitaven l'espai del combat a la sorra marcant-lo amb un bastó. En alguns mosaics es veu la figura d'una mena d'àrbitre (summa rudis) que era encarregat de separar els oponents en algun moment crucial de la lluita. En arribar els gladiadors al moment final del triomf preguntaven al públic si havia de matar el vençut o no. Si els espectadors entenien que mereixia el perdó, que era la majoria de les vegades, tancaven la mà amb el dit polze (pollice compresso) i per decretar la seva mort assenyalaven amb el polze la seva gola i, amb la resta de dits cap, avall senyalant l'Hades. Durant el Baix Imperi, tan sols l'emperador tenia el dret de perdonar o condemnar a mort. Els gladiadors guanyadors rebien com a premi palmes, corones adornades amb cintes i als temps de l'imperi una quantitat de diners. Quan a un gladiador se li lliurava en premi una espasa roma (rudi) era el senyal de l'autorització per abandonar la professió de gladiador.

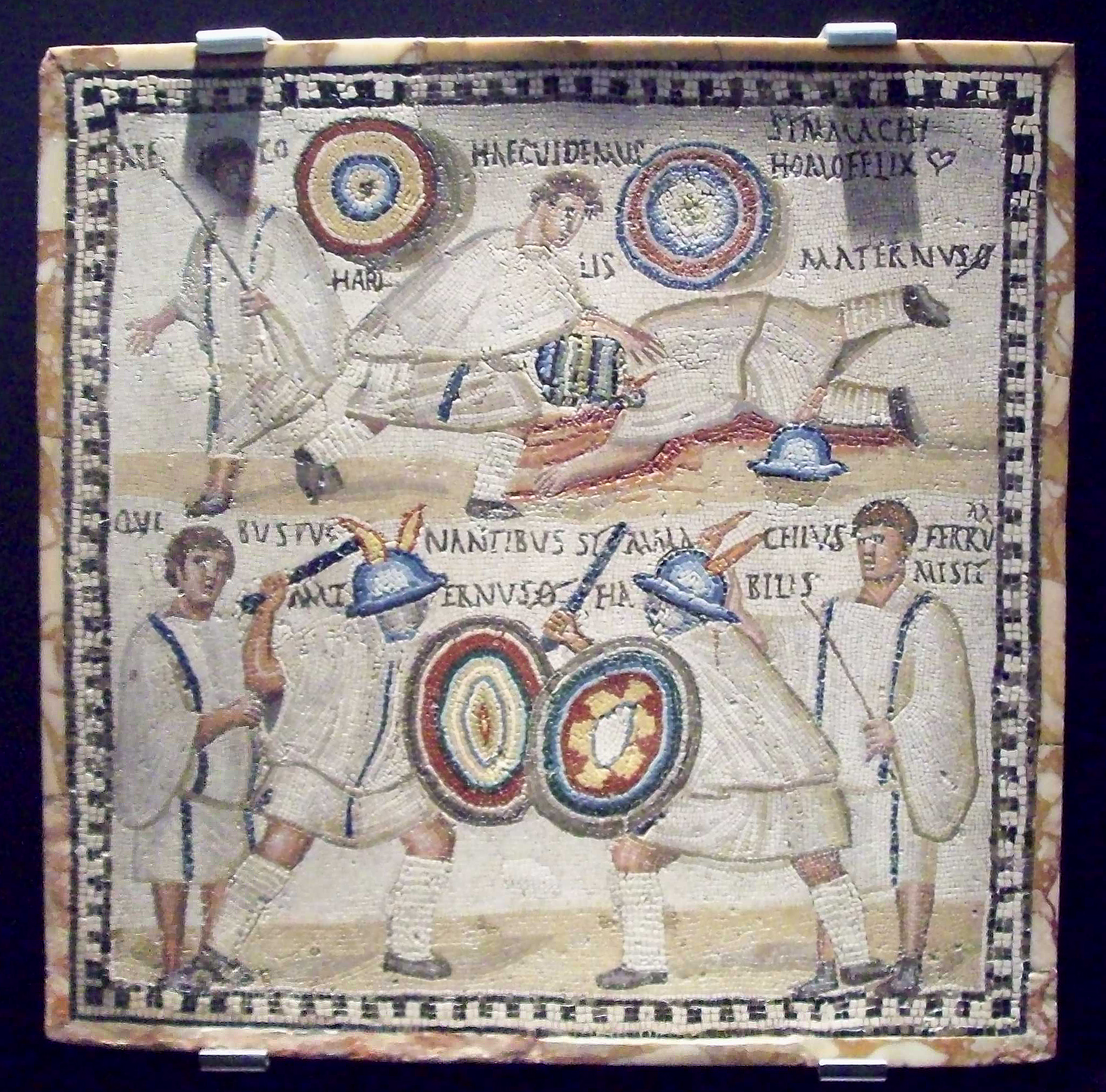
Mosaic romà del amb dos mirmil·lions; al darrere s'emporten un cadàver sense cap.

Els gladiadors que morien a l'arena eren arrossegats al spoliarium pels esclaus que eren al servei de l'amfiteatre els quals feien servir un garfi de ferro i els treien per la porta anomenada de la Mort. Aquesta porta duia al spoliarium, dependència de l'amfiteatre destinada a dipositar els cadàvers de la sorra per desposseir-los de les seves armes i vestimentes, acte que determina molt bé el concepte d'espoliar d'on provenia la paraula. Tertul·lià descriu un espectacle al qual va assistir i al final, dos esclaus disfressats de Dis Pater i Mercuri burxaven el gladiador estès a terra amb un ferro roent per assegurar-se abans de prendre'l al spoliarium que realment estigués mort.

## Alimentació
Els gladiadors mantenien una dieta principalment vegetariana, basada sobretot en llegums, cereals i hortalisses, molt rica en hidrats de carboni. Ara bé, complementaven la seva alimentació amb preparats d'alt contingut en calci que feien que els seus nivells de calci fossin desorbitats en comparació a la resta de la població de l'època. Un d'aquests preparats rics en calci es feia a base de fusta carbonitzada i cendres d'ossos. A causa de la seva dieta rica en cereals, sovint se'ls coneixia com a hordearii (homes d'ordi).
Una part de les pràctiques per aprendre medicina de Galè van consistir en el servei a l'escola de gladiadors de Pèrgam, on va observar (i més tard criticar) la seva dieta.